# داوسون کریک
داوسون کریک یک شهرستان در شمال شرقی بریتیش کلمبیا، کانادا است.
این شهرداری دارای ۲۷٫۴ کیلومتر مربع جمعیت۱۱۵۸۳ در آمارگیری سال ۲۰۱۱ می‌باشد.
داوسون کریک نام خود را از نهری به همین نام که از میان این شهر جریان دارد گرفته است. این نام وقتی جورج مرسر داوسون با تیم نقشه‌برداری خود در سال ۱۸۷۹ از این منطقه عبور می‌کردند توسط عضو گروه داده شد.